# چارلز هیل میلز
چارلز هیل میلز (انگلیسی: Charles Hill Mailes؛ ۲۵ مهٔ ۱۸۷۰ – ۱۷ فوریهٔ ۱۹۳۷) بازیگر اهل کانادا بود.
از فیلم‌هایی که وی در آن نقش داشته است، می‌توان به سه مرد سوارکار، بیداری او، محتکر گندم، نبرد، دوستان، برای پسرش، برادران و جزیره گنج اشاره کرد.